# Nicolaus Reifart

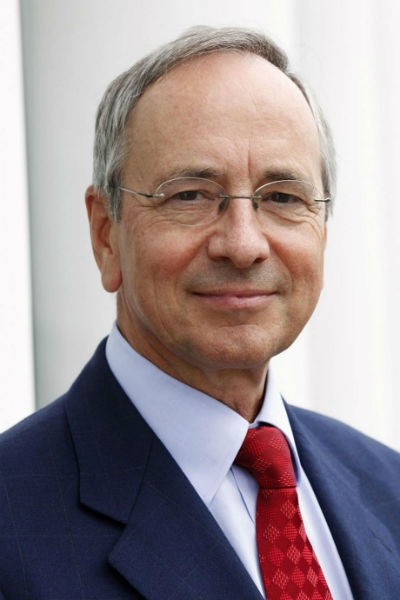
Nicolaus Reifart

Johann Nicolaus Reifart (* 19. Dezember 1949 in Trier) ist interventioneller Kardiologe und interventioneller Angiologe und war bis 2020 Chefarzt der Abteilung Kardiologie im Petrus Krankenhaus Wuppertal sowie außerplanmäßiger Professor an der Johann-Wolfgang-Goethe-Universität Frankfurt am Main.

## Leben
Reifart wuchs als zweites von sechs Kindern in Ingelheim am Rhein auf und besuchte dort das Sebastian-Münster-Gymnasium. 
Er studierte Humanmedizin in Berlin und Frankfurt am Main. 
1976 erfolgte die Promotion bei Wolfgang Stille über Bakterizidie von Antibiotika in Urin. Es folgten zwei Jahre Assistenzarzttätigkeit in der Inneren Medizin in Rüsselsheim (Chefarzt Albrecht Moll) und Vollendung der Ausbildung zum Internisten und Kardiologen von 1979 bis 1985 an der Universitätsklinik Frankfurt (Leiter Abt. Kardiologie Martin Kaltenbach). 
1982 folgte ein halbjähriger Forschungsaufenthalt an der Harvard University in Boston. 1984 wurde Reifart zum Facharzt für Innere Medizin ernannt, 1985 erhielt er die Zusatzbezeichnung der Kardiologie und habilitierte sich über das Thema Echokardiographie bei ischämischer Herzkrankheit. 1985 war Reifart Chefarzt der Abteilung Kardiologie im Rotes Kreuz Krankenhaus Frankfurt, 1994 auch im neu erbauten Herzzentrum Frankfurt (135 Betten). Seit 1993 hält Reifart eine außerplanmäßige Professur an der Universität Frankfurt am Main. 
1998 gründete Reifart in den Kliniken des Main-Taunus-Kreises das kardiologische Institut Prof. Reifart& Partner, das nach seinem Weggang 2017 umbenannt wurde in MVZ Kardiologie Main-Taunus.
Von 2004 bis 2016 wirkte er auch als Leiter der Medizinischen Klinik I (Kardiologie) in den Kliniken des Main-Taunus-Kreises.
Von 2016 bis 2019 war Reifart Chefarzt der Abteilung Kardiologie im Petrus Krankenhaus, Wuppertal. Nicolaus Reifart verfasst die zahlreiche wissenschaftliche Publikationen mit den Schwerpunkten Echokardiographie, koronare Herzkrankheiten, koronare Angioplastie, Wiedereröffnung chronische Gefäßverschlüsse.
Reifart war Mitglied sowie erster Präsident der Euro CTO Clubs, einer internationalen Vereinigung erfahrener interventioneller Kardiologen, die sich auf die Wiedereröffnung chronisch verschlossener Herzkranzgefäße spezialisiert hat.